# Josef Schöller
Josef Ernst Schöller (* 20. November 1859 in Ellwangen (Jagst); † 9. Juni 1920 in Wangen im Allgäu) war ein deutscher Oberamtmann.

## Leben
Schöller, Sohn eines Glasermeisters und katholischer Konfession, studierte von 1880 bis 1884 Regiminalwissenschaft in Tübingen. Er legte 1887 die erste und 1888 die zweite höhere Dienstprüfung ab. 
Danach trat er in die württembergische Innenverwaltung ein. Er wurde 1889 stellvertretender Amtmann und 1891 Amtmann. Seit 1901 war er Kollegialhilfsarbeiter bei der Regierung des Neckarkreises in Ludwigsburg. 1903 wurde er Regierungsassessor. Er leitete das Oberamt Wangen als Oberamtmann von 1904 bis 1920. Seit 1914 war er Regierungsrat.

## Ehrungen
- 1908: Karl-Olga-Medaille in Silber
- 1912: Preußische Rote Kreuz Medaille 3. Klasse